# Bagni califfali
I bagni califfali sono delle terme arabe che si trovano a Cordova all'interno del centro storico dichiarato patrimonio dell'umanità dall'UNESCO nel 1994. L'hammam si trova accanto all'Alcázar de los Califas, in quanto le abluzioni e la pulizia del corpo erano una parte essenziale della vita di un musulmano e obbligatorio prima della preghiera.

## Storia
I bagni furono costruiti nel X secolo, sotto il califfato di Al-Hakam II per il godimento del califfo e della sua corte. Tra l'undicesimo e il tredicesimo secolo, furono utilizzati dagli Almoravidi e dagli Almohadi, le cui dinastie si notano dal motivo a forma di acanto intagliato nel gesso e dalle bande epigrafiche dell'epoca, che sono conservate nel Museo archeologico di Cordova.
I resti delle terme furono trovati casualmente nel 1903 nel Campo Santo de los Mártires e successivamente sepolti finché non vennero riportati alla luce tra il 1961 e il 1964.